# Východná
Východná är en by och en kommun i distriktet Liptovský Mikuláš i regionen Žilina i norra Slovakien.

## Geografi
Kommunen ligger på en altitud av 775 meter och täcker en area på 193,7 km². Den har ungefär 2 139 invånare.